# Гай Хостилий Сазерна
Гай Хостилий Сазерна или Публий Хостилий Сазерна (на латински: Gaius; Publius Hostilius Saserna) e политик на късната Римска република през 1 век пр.н.е., по време на убийството на Цезар. Произлиза от фамилията Хостилии, клон Сазерна.
През 46 г. пр.н.е., по време на Африканската война, служи с брат си Публий Хостилий Сазерна при Цезар. През 44 пр.н.е. e народен трибун. Консули тази година са Гай Юлий Цезар и Марк Антоний.